# Pilota d'Or 2004
L'edició de 2004 de la Pilota d'Or, 49a edició del premi de futbol creat per la revista francesa France Football, va ser guanyada per l'ucraïnès Andrí Xevtxenko (Milan).
El jurat va estar compost per 52 periodistes especialitzats, de cadascuna de les associacions membres de la UEFA: Albània, Alemanya, Andorra, Armènia, Azerbaidjan, Àustria, Bèlgica, Belarús, Bòsnia i Hercegovina, Bulgària, Xipre, Croàcia, Dinamarca, Escòcia, Eslovàquia, Eslovènia, Espanya, Estònia, Finlàndia, França, Gal·les, Geòrgia, Grècia, Hongria, Anglaterra, Irlanda, Irlanda del Nord, Islàndia, Illes Fèroe, Israel, Kazakhstan, Itàlia, Letònia, Liechtenstein, Lituània, Luxemburg, Macedònia, Malta, Moldàvia, Noruega, Països Baixos, Polònia, Portugal, República Txeca, Romania, Rússia, San Marino, Sèrbia, Suècia, Suïssa, Turquia i Ucraïna.
El resultat de la votació va ser publicat al número 3062 de France Football, el 14 de novembre del 2004.

## Sistema de votació
Cada un dels membres del jurat tria als que al seu parer són els cinc millors futbolistes del món que juguin en una lliga europea d'una llista prèvia de 50 jugadors. El jugador triat en primer lloc rep cinc punts, l'elegit en segon lloc quatre punts i així successivament.
D'aquesta manera, es van repartir 780 punts, sent 260 el màxim nombre de punts que podia obtenir cada jugador (en cas que els 52 membres del jurat li assignessin cinc punts).

## Classificació final
| Classificació | Jugador              | Equip                             | Vots | Vots | Vots | Vots | Vots | Vots  | Punts |
| Classificació | Jugador              | Equip                             | 1r   | 2n   | 3r   | 4t   | 5è   | Total | Punts |
| ------------- | -------------------- | --------------------------------- | ---- | ---- | ---- | ---- | ---- | ----- | ----- |
| 1r.           | Andrí Xevtxenko      | Milan                             | 27   | 5    | 5    | 2    | 1    | 40    | 175   |
| 2n.           | Deco                 | FC Porto / FC Barcelona           | 10   | 13   | 9    | 4    | 2    | 38    | 139   |
| 3r.           | Ronaldinho           | FC Barcelona                      | 9    | 13   | 7    | 4    | 7    | 40    | 133   |
| 4º            | Thierry Henry        | Arsenal FC                        | 3    | 6    | 6    | 10   | 3    | 28    | 80    |
| 5º            | Theodoros Zagorakis  | AEK Atenes / Bolonya              | 3    | 2    | 3    | 3    | 6    | 17    | 44    |
| 6º            | Adriano              | Inter de Milà                     |      | 3    | 2    | 2    | 5    | 12    | 27    |
| 7º            | Pavel Nedvěd         | Juventus                          |      |      | 4    | 4    | 3    | 11    | 23    |
| 8º            | Wayne Rooney         | Everton FC / Manchester United FC |      | 1    | 3    | 2    | 5    | 11    | 22    |
| 9º            | Ricardo Carvalho     | FC Porto / Chelsea FC             |      | 2    | 2    | 2    |      | 6     | 18    |
|               | Ruud van Nistelrooy  | Manchester United FC              |      |      | 4    | 2    | 2    | 8     | 18    |
| 11è           | Angelos Charisteas   | Werder Bremen                     |      | 1    | 1    | 2    | 4    | 8     | 15    |
| 12n.          | Cristiano Ronaldo    | Manchester United FC              |      | 1    | 1    | 2    |      | 4     | 11    |
|               | Milan Baroš          | Liverpool FC                      |      | 1    |      | 3    | 1    | 5     | 11    |
| 14º           | Zlatan Ibrahimović   | Ajax / Juventus                   |      |      |      | 3    | 2    | 5     | 8     |
| 15º           | Samuel Eto'o         | RCD Mallorca / FC Barcelona       |      | 1    | 1    |      |      | 2     | 7     |
|               | Kaká                 | Milan                             |      | 1    |      | 1    | 1    | 3     | 7     |
| 17º           | Traianos Dellas      | Roma                              |      | 1    |      |      | 1    | 2     | 5     |
|               | Fernando Morientes   | Reial Madrid                      |      | 1    |      |      | 1    | 2     | 5     |
|               | Frank Lampard        | Chelsea FC                        |      |      | 1    | 1    |      | 2     | 5     |
|               | Didier Drogba        | Olympique Marsella / Chelsea FC   |      |      | 1    |      | 2    | 3     | 5     |
|               | Gianluigi Buffon     | Juventus                          |      |      | 1    |      | 2    | 3     | 5     |
| 22n.          | Luís Figo            | Reial Madrid                      |      |      |      | 2    |      | 2     | 4     |
| 23r.          | Zinédine Zidane      | Reial Madrid                      |      |      | 1    |      |      | 1     | 3     |
| 24º           | Rubén Baraja         | València CF                       |      |      |      | 1    |      | 1     | 2     |
|               | Ludovic Giuly        | AS Monaco / Barcelona             |      |      |      | 1    |      | 1     | 2     |
|               | Maniche              | FC Porto                          |      |      |      | 1    |      | 1     | 2     |
|               | Antonios Nikopolidis | Panathinaikos FC / Olympiakos FC  |      |      |      |      | 2    | 2     | 2     |
| 28º           | Paolo Maldini        | Milan                             |      |      |      |      | 1    | 1     | 1     |
|               | Vicente Rodríguez    | València CF                       |      |      |      |      | 1    | 1     | 1     |

Els vint jugadors que no van rebre cap punt van ser els següents:
| Jugador             | Equip                                     |
| ------------------- | ----------------------------------------- |
| Aílton              | Werder Bremen / Schalke 04                |
| Roberto Ayala       | València CF                               |
| Fabien Barthez      | Manchester United FC / Olympique Marsella |
| David Beckham       | Reial Madrid                              |
| Petr Čech           | Rennes / Chelsea FC                       |
| Emerson             | Roma / Juventus                           |
| Michalis Kapsis     | AEK Atenes / Girondins Burdeus            |
| Henrik Larsson      | Celtic Glasgow / Barcelona                |
| Johan Micoud        | Werder Bremen                             |
| Mista               | València CF                               |
| Alessandro Nesta    | Milan                                     |
| Andrea Pirlo        | Milan                                     |
| José Antonio Reyes  | Sevilla FC / Arsenal FC                   |
| Ronaldo             | Reial Madrid                              |
| Tomáš Rosický       | Borussia Dortmund                         |
| Paul Scholes        | Manchester United FC                      |
| Clarence Seedorf    | Milan                                     |
| Giourkas Seitaridis | Panathinaikos FC / FC Porto               |
| Francesco Totti     | Roma                                      |
| Patrick Vieira      | Arsenal FC                                |